# الحي البحري
الحي البحري هو منطقة سكنية في شمال مدينة الفشن تجاه القاهرة، يتميز بمبانيه الحديثة ويوجد به المستشفى العام، أكبر مستشفي في الفشن، وهي تعتبر في بداية مدخل مدينة الفشن من الشمال.
الحي البحري بمدينة الفشن مجرد حي من الأحياء الموجودة بالمدينة كغيره من الأحياء ولكن يوجد هناك أحياء أكثر منه حداثة من ناحية تصميمه ومبانيه وكذلك طراز المباني الموجودة بهذا الحي حيث أن قرب هذا الحي من شريط وادى النيل يعطية جمالا حقيقيا ويضفي عليه لمسة جمال رائعة ومن أهم شوارع هذا الحي شارع سماح الوجوه ويوجد بهذا الحي مجلس المدينة ومركز الشباب والمدرسة الثانوية الفنية بنين ومسجد أبو النيل وهو من أقدم مساجد المدينة.